# Gymnosporia confertiflora
Gymnosporia confertiflora är en benvedsväxtart som först beskrevs av J.Y.Luo och X.X.Chen, och fick sitt nu gällande namn av M.P.Simmons. Gymnosporia confertiflora ingår i släktet Gymnosporia och familjen Celastraceae. Inga underarter finns listade.